# 5117 Mokotoyama
5117 Mokotoyama eller 1988 GH är en asteroid i huvudbältet som upptäcktes den 8 april 1988 av de båda japanska astronomerna Kazuro Watanabe och Kin Endate vid Kitami-observatoriet. Den är uppkallad efter berget Mokoto i Japan.